# 대한민국 민법 제1066조
대한민국 민법 제1066조는 자필증서에 의한 유언에 대한 민법 상속법 조문이다.

## 조문
제1066조(자필증서에 의한 유언) ① 자필증서에 의한 유언은 유언자가 그 전문과 연월일, 주소, 성명을 자서하고 날인하여야 한다.
②전항의 증서에 문자의 삽입, 삭제 또는 변경을 함에는 유언자가 이를 자서하고 날인하여야 한다.

## 비교 조문
일본민법 제968조(자필증서유언) ① 자필증서에 의하여 유언을 하려면 유언자가 그 전문, 일자 및 성명을 자서하고, 이에 날인하여야 한다.
② 자필증서 중의 추가나 삭제 기타의 변경은 유언자가 그 장소를 지시하고, 이를 변경하였다는 취지를 부기하여 특히 이에 서명하며, 또한 그 변경의 장소에 날인하지 아니하면 그 효력이 발생하지 아니한다.

## 판례
- 본 조에서 규정하는 자필증서에 의한 유언은 유언자가 그 전문과 연월일, 주소 및 성명을 자서하는 것이 절대적 요건이지만, 주소를 쓴 자리가 반드시 유언 전문 및 성명이 기재된 지편이어야 하는 것은 아니고 유언서의 일부로 볼 수 있는 이상 그 전문을 담은 봉투에 기재하더라도 무방하며, 날인은 인장 대신에 무인에 의한 경우에도 유효하다[1]

## 참고 문헌
- 오현수, 일본민법, 진원사, 2014. ISBN 978-89-6346-345-2
- 오세경, 대법전, 법전출판사, 2014 ISBN 978-89-262-1027-7
- 이준현, LOGOS 민법 조문판례집, 미래가치, 2015. ISBN 979-1-155-02086-9